# Controversia sobre la denominación Universidad Complutense

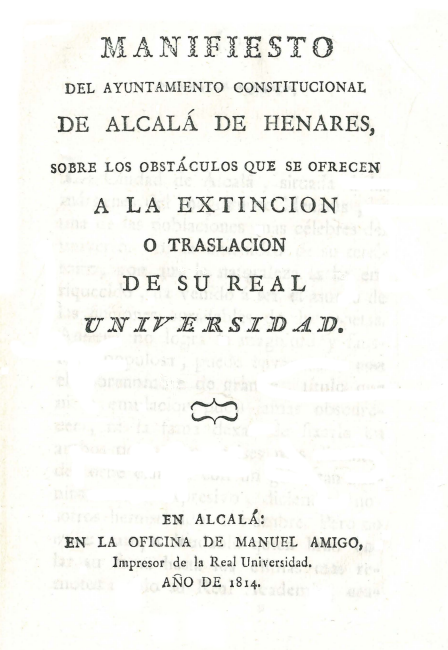
Manifiesto de 1814 del Ayuntamiento de Alcalá de Henares en contra de la extinción o traslado de la Universidad de Alcalá.

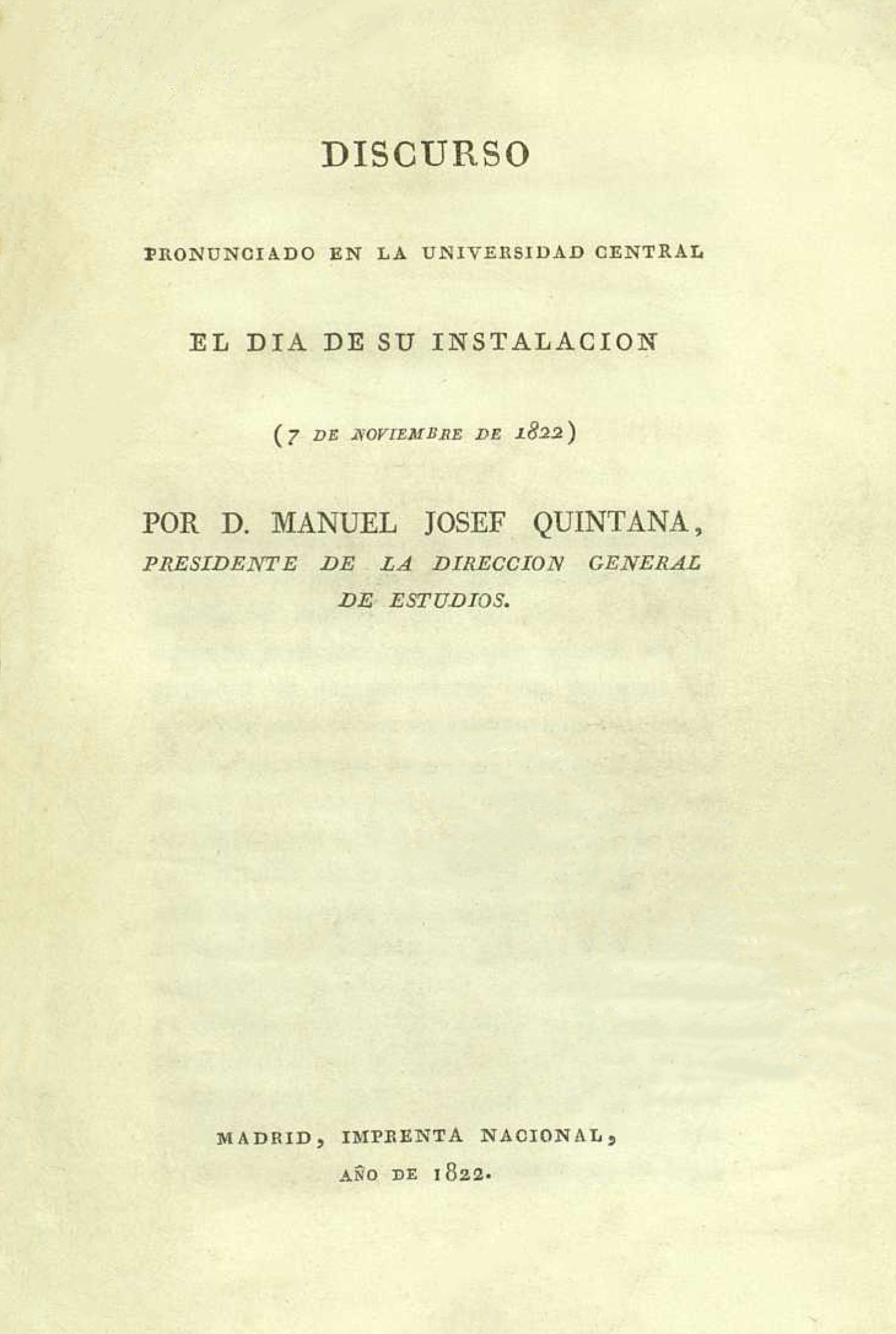
Discurso de Manuel José Quintana en el día de la instalación de la Universidad Central de Madrid (07-11-1822).

Hay una controversia entre las universidades Complutense de Madrid y de Alcalá acerca de quién debe usar legítimamente el apelativo de «Complutense». Oficialmente ninguna posee dicha denominación, ya que según sus respectivos estatutos sus nombres actuales son Universidad de Alcalá (UAH) y Universidad Complutense de Madrid (UCM)

## Antecedentes
La Universidad Central, fundada en 1822, pasó a denominarse Universidad Complutense de Madrid en 1970, alegando que es la heredera de la primitiva Universidad Complutense fundada por el Cardenal Cisneros en 1499, ya que aquella, por disposición del Gobierno, se trasladó en 1836 desde Alcalá de Henares a Madrid. La universidad madrileña se llamó inicialmente "Universidad Literaria", para pasar posteriormente a denominarse "Universidad Central" y, finalmente, "Universidad Complutense de Madrid".
La Universidad de Alcalá, por su parte, que fue creada en 1977 como Universidad de Alcalá de Henares a partir de diversos centros universitarios de la Universidad Complutense de Madrid en Alcalá de Henares, sobre los edificios de la universidad cisneriana fundada en 1499. La Universidad de Alcalá defiende que la fundación de 1977 es una «refundación» de la histórica Universidad Complutense y «enlaza en el tiempo con la denominación original de la Universidad fundada por el Cardenal Cisneros».

## Semejanzas y diferencias
Los escudos de las dos universidades derivan del escudo del Cardenal Cisneros.

Cardenal Cisneros
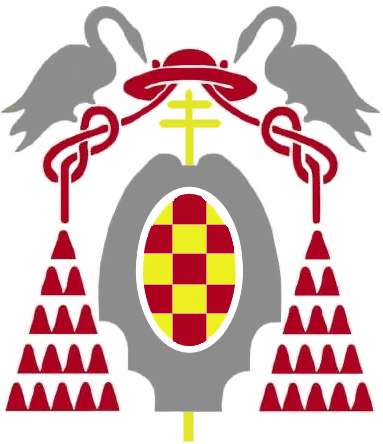
Universidad de Alcalá
Universidad Complutense de Madrid

La universidad madrileña utiliza el lema Complutensis Universitas ('Universidad de Complutum'), en tanto que la alcalaína eligió Compluti Urbis Universitas ('Universidad de la Ciudad Complutense').

## La polémica
En 1986, la Universidad Complutense de Madrid se opuso públicamente al uso que la Universidad de Alcalá de Henares utilizase públicamente la denominación «Complutense» para denominarse, calificando dicho hecho de «usurpación» La universidad alcalaína defendía que podía usar «a todos los efectos» el gentilicio «complutense», ya que este se refería al nombre romano de Alcalá de Henares (Complutum).
La polémica se incrementó durante el mandato como rector de la Universidad Complutense de Madrid de Gustavo Villapalos (1987–1995), el cual propuso la cesión del nombre mediante un convenio en el que se comprometía a crear una fundación común con sede en Alcalá, acuerdo que nunca se ha cumplido. En 2002, desde el equipo directivo de la Universidad de Alcalá se declaró que no tenían interés en reclamar los derechos sobre la denominación «Complutense» ni sobre el patrimonio que, procedente de la antigua universidad cisneriana, conservaba la Universidad Complutense de Madrid. José Morilla Critz, antiguo decano de la Facultad de Ciencias Económicas de la Universidad de Alcalá, declaró ese año que «nunca fue la UAH quien entró en ese tema sino la propia ciudad de Alcalá de Henares».
Entre la ciudadanía de Alcalá de Henares se mantiene la esperanza y reivindicación de recuperar la denominación de "Complutense" para su Universidad.